# Kadiner Straße

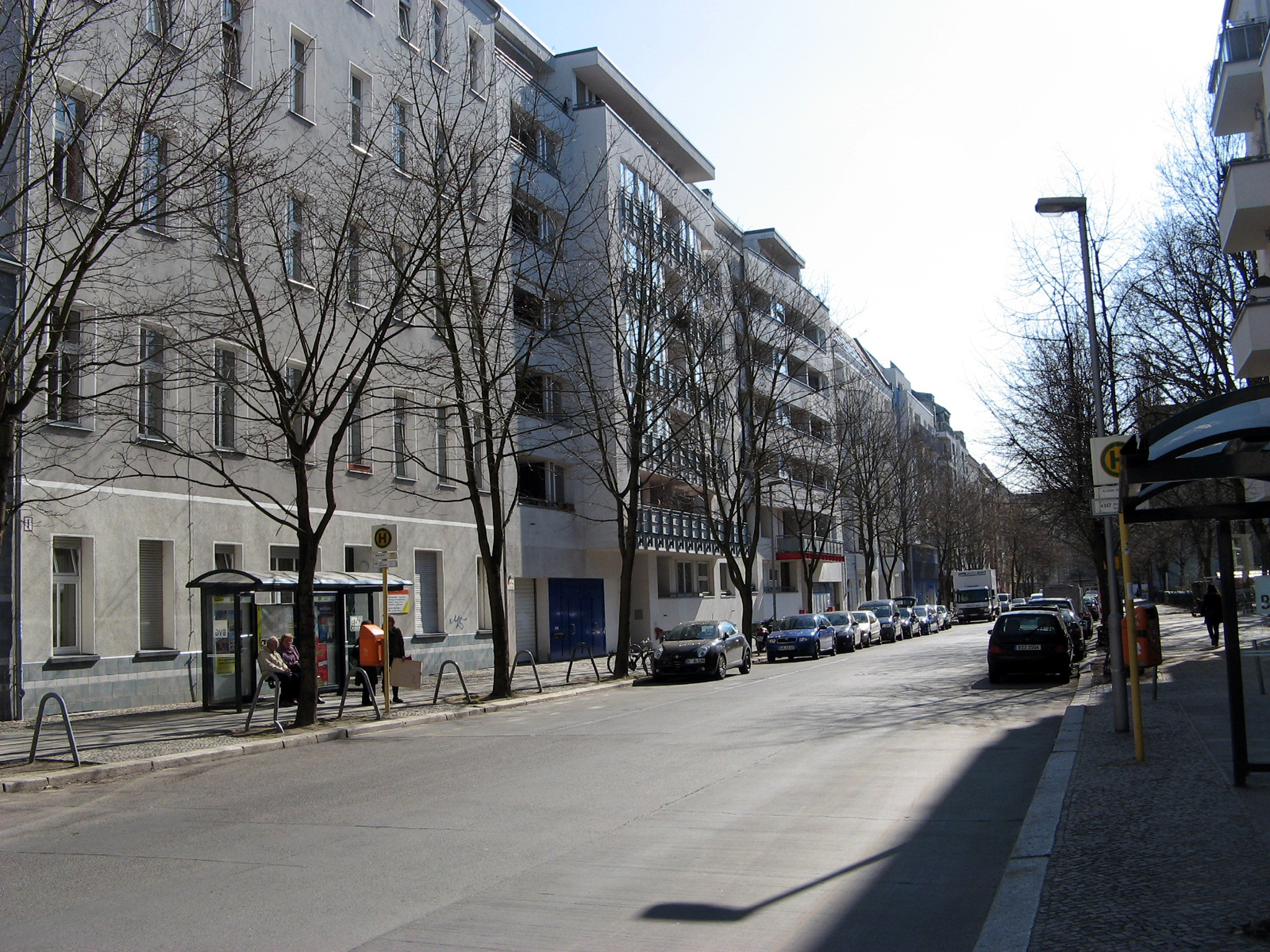
Wohnhäuser auf der Ostseite der Kadiner Straße

Die Kadiner Straße liegt im Berliner Ortsteil Friedrichshain (Bezirk Friedrichshain-Kreuzberg). Sie beginnt nördlich an der Hildegard-Jadamowitz-Straße und mündet südlich in die Grünberger Straße.
Die östliche Straßenseite wird dominiert durch den Schule-Freizeit-Komplex zwischen Lasdehner und Kadiner Straße, zu dem die von der Lasdehner Straße aus erreichbaren Gebäude der Ludwig-Hoffmann- und der Temple-Grandin-Schule mit dem dazugehörigen Schulgelände gehören, aber auch die Kinder- und Jugendfreizeiteinrichtung Regenbogenhaus und der Treff für junge Frauen und Mädchen Phantalisa in der Kadiner Straße 9 mit dem dazugehörigen Freizeitgelände. Das Regenbogenhaus mit seiner in mehreren Ausstellungen und Publikationen gut dokumentierten Geschichte ist seit Jahrzehnten von Bedeutung für Kinder, Jugendliche und Familien nicht nur in der unmittelbaren Umgebung.
Architektonische Akzente werden gesetzt mit den nördlichen Eckhäusern Kadiner Straße 23 (Wohn- und Praxishaus mit dem Diagnostisch-Therapeutischen Zentrum am Frankfurter Tor – DTZ Berlin) und Kadiner Straße 1 (Wohnhaus mit der Begegnungsstätte Lebensfreude im Parterre) sowie dem denkmalgeschützten Wohn- und Geschäftshaus Kadiner Straße 11, das mit seiner prachtvollen backsteingotischen Gestaltung an die Architektur der Lazaruskirche erinnert, die auch „Dom des Ostens“ genannt wurde. Sie stand 1907 bis 1949 südlich an der Ecke. Das dort 1955 errichtete Wohnhausensemble, zu dem auch das Haus Kadiner Straße 12 gehört, steht ebenfalls unter Denkmalschutz.
Die Ostseite der Straße wird durch Wohnhäuser geprägt, darunter restaurierte ehemalige Fabrikgebäude, deren Räume zu modernen Loftwohnungen umgebaut wurden. Alle kriegsbedingten Lücken wurden hier geschlossen.
Die Hausnummernzählung folgt dem Hufeisenprinzip, beginnend an der Nordwestecke mit der Nummer 1 und endend an der Nordostecke mit der Nummer 23.
Seit 1992 gilt in der Straße Tempo 30 und vor dem Regenbogenhaus Parkverbot.

## Straßengeschichte

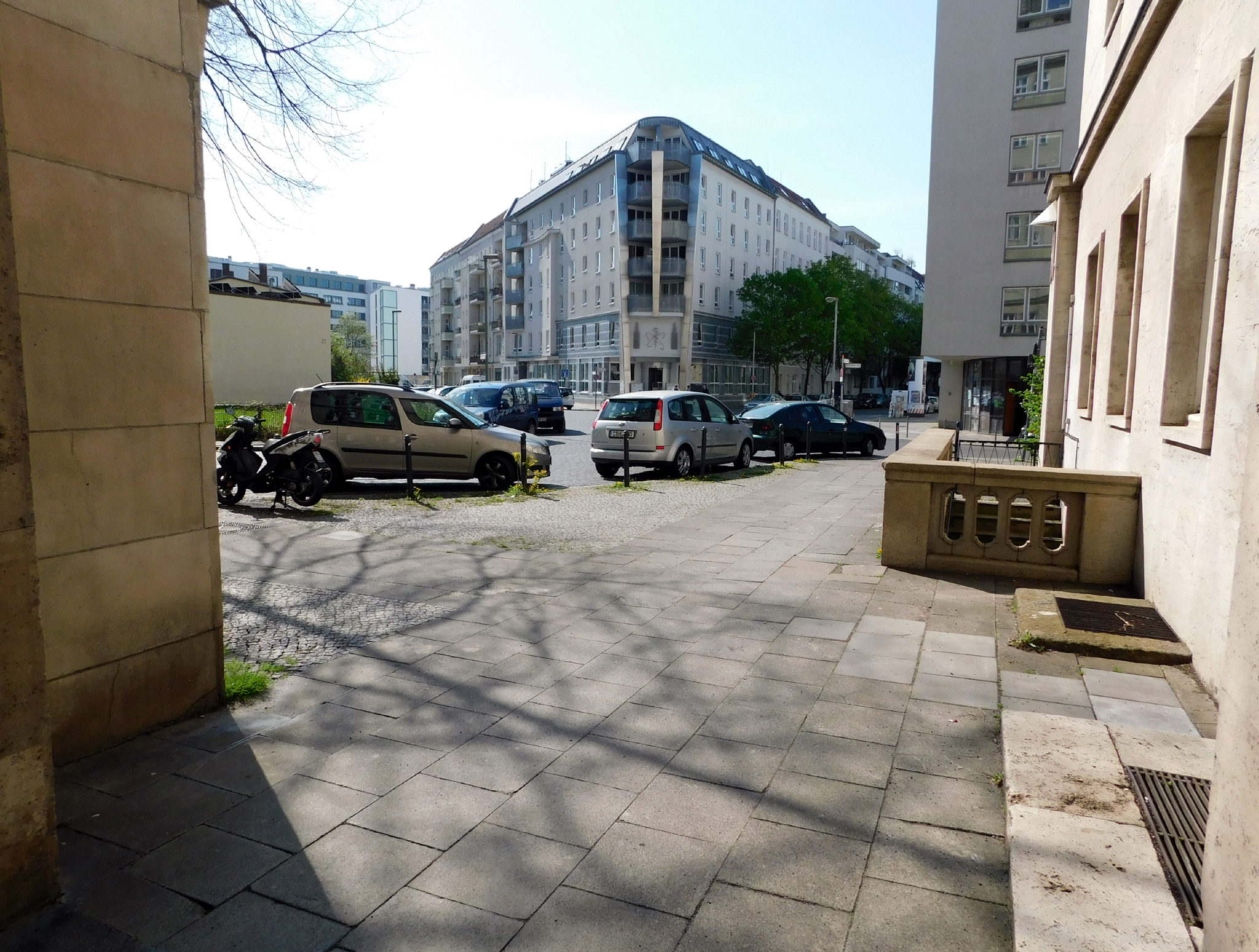
Blick vom Durchgang von der Karl-Marx-Allee zur Kadiner Straße geradezu rechts, 2019

Benannt wurde die Kadiner Straße (ursprünglich Cadiner Straße) am 11. Juni 1902 nach dem westpreußischen Ort Kadinen (auch Cadinen), dem heutigen Kadyny in Polen (Woiwodschaft Ermland-Masuren). Angelegt wurde sie als Straße 9a, Abt. XIV, des Bebauungsplans.
Der heutige östliche Bereich der Hildegard-Jadamowitz-Straße von der Nummer 24 bis zur Ecke Lasdehner Straße war ursprünglich die Fortführung der Boxhagener Straße westlich der Warschauer Straße bis zur Frankfurter Allee. Die Kadiner Straße traf östlich der gemeinsamen Einmündung von Boxhagener und Lasdehner Straße in die Frankfurter Allee auf die hier gekrümmt, wie der frühere Boxhagener Weg, verlaufende Boxhagener Straße.
Ein Foto von 1889 zeigt bereits die Anlage der Straßen, allerdings wenige zumeist niedrige Häuser auf den Grundstücken.
Schon 1906 war die Boxhagener Straße dicht bebaut, und die Nordostecke der Kadiner Straße zierte ein besonders repräsentatives fünfgeschossiges Wohnhaus mit Balkons an der Fassade der abschrägten Ecke, überdacht von einem hohen Turmhelm mit Laterne.
Bis zum Zeitpunkt der Zerstörungen im Zweiten Weltkrieg wird das Bild der Kadiner Straße bestimmt durch fünfgeschossige Wohnhäuser aus der Zeit nach 1900, Restaurants und Geschäfte. Auf den Hinterhöfen befanden sich Werkstätten und auf der Ostseite zur Warschauer Straße hin einige Fabrikgebäude. Am südwestlichen Ende der Straße ragte die Kuppel der Lazaruskirche am Ende der Häuserzeile hoch empor.
Nach dem Krieg gehörte die Straße zum Planungsbereich der Wohnzelle Friedrichshain. Dadurch wurden die Ruinen auf dem Terrain zwischen Kadiner und Lasdehner Straße großflächig beräumt. An der Lasdehner Straße blieb nur der Hoffmann’sche Schulbau stehen, in der Kadiner Straße die Wohnhäuser Nummer 3 und 11.
Die Fertigstellung von Wochenkrippe und Kindergarten 1952 leitete die Nutzung eines großen Teils dieses Geländes durch Kindereinrichtungen ein und veränderte den Charakter der Kadiner Straße. Mit den Bau-, Sanierungs- und Umgestaltungsmaßnahmen im Rahmen des Programms „Stadtumbau Ost“ ab 2002 wurde das verstetigt und auf ein neues Niveau gehoben. Die Sanierung des historischen Schulgebäudes in der Lasdehner Straße 2002–2012, die Errichtung des Erweiterungsbaus für die Ludwig-Hoffmann-Grundschule 2010–2012, die Gestaltung der 2011 eingeweihten Grünanlage südlich dieses Baus, das 2008 zum Horthaus mit angrenzendem Spielbereich umgebaute Gebäude Lasdehner Straße 17, die Sanierung und Umgestaltung des Gebäudes Kadiner Straße 9 (Regenbogenhaus und Phantalisa) mit dem angrenzenden Spiel- und Freizeitgelände (2005–2009) und die Eröffnung des neuen Bolzplatzes für die Schulen und das Regenbogenhaus (2008) sind wichtige Elemente dieser Entwicklung.
Auf der Ostseite der Kadiner Straße etablierten sich nach dem Krieg vor allem in den alten Fabrikgebäuden kleine Werkstätten und Unternehmen, die sich zum Teil bis Anfang der 2000er Jahre hielten. Vor allem In den 1990er Jahren siedelten sich hier auch Vereine und soziale Projekte an. Sie mussten ausziehen, als die Sanierung der Fabrikgebäude und die Schließung der Lücken durch Gebäude mit hochwertigem Wohnraum begann.

## Einige Gebäude, Anlagen und Einrichtungen

### Wohnhäuser Kadiner Straße 1–2
Die erst 1998 bezogenen Wohnhäuser Kadiner Straße 1–2 gehören zu einem U-förmigen Wohnblock, der auch die Häuser Hildegard-Jadamowitz-Straße 18 und Lasdehner Straße 1, 3, 5 und 7 umfasst. Sie schließen nördlich an das in diesem Bereich einzige nach dem Krieg erhaltene Haus Kadiner Straße 3 an.
Dort standen vorher 2 Baracken parallel zur Kadiner Straße, wohl die letzten Bauarbeiterbaracken der ehemaligen Stalinallee. Die fensterlose Rückseite war der Kadiner Straße zugewandt, der Eingang von der Lasdehner Straße aus.

### Begegnungsstätte Lebensfreude (Kadiner Straße 1)

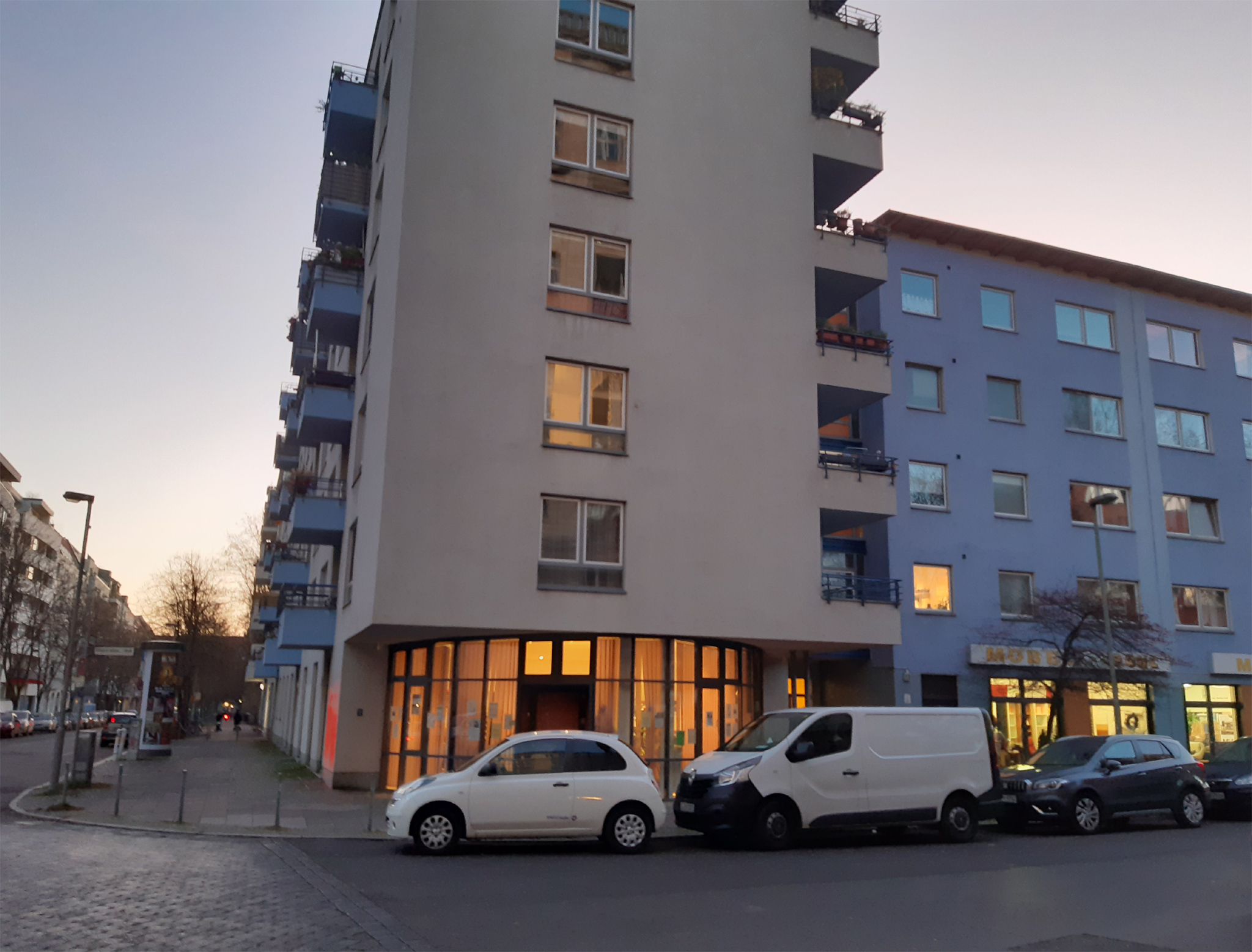
Das Haus Kadiner Straße 1 mit dem Klub Lebensfreude im Parterre 2019.

Das Wohnhaus Kadiner Straße 1 tritt an der Ecke mit seiner nördlichen Schmalseite aus der Straßenfront der Hildegard-Jadamowitz-Straße hervor und kragt ab dem 1. Obergeschoss über das Halbrund einer Fassade von umrahmten Glasflächen mit der Eingangstür zur Begegnungsstätte „Lebensfreude“ aus, hinter der sich ein gemütlicher Raum auftut. Die daran anschließenden Veranstaltungs- und Funktionsräume waren beim Bau den Bedürfnissen des Seniorenclubs entsprechend gestaltet worden. Ein Schallschutz fehlte und wurde später eingebaut. Der 1992 Im Parterre des Wohnhauses Lasdehner Straße 30 anstelle eines Wohngebietsklubs entstandene Klub des Sozialverbands VdK zog 1998 in die neuen Räume ein, die am 20. November 1998 festlich eröffnet wurden. Seit Oktober 2011 sind die Räumlichkeiten eine kommunale Begegnungsstätte.

### Kinder- und Jugendfreizeiteinrichtung Regenbogenhaus (Kadiner Straße 9)

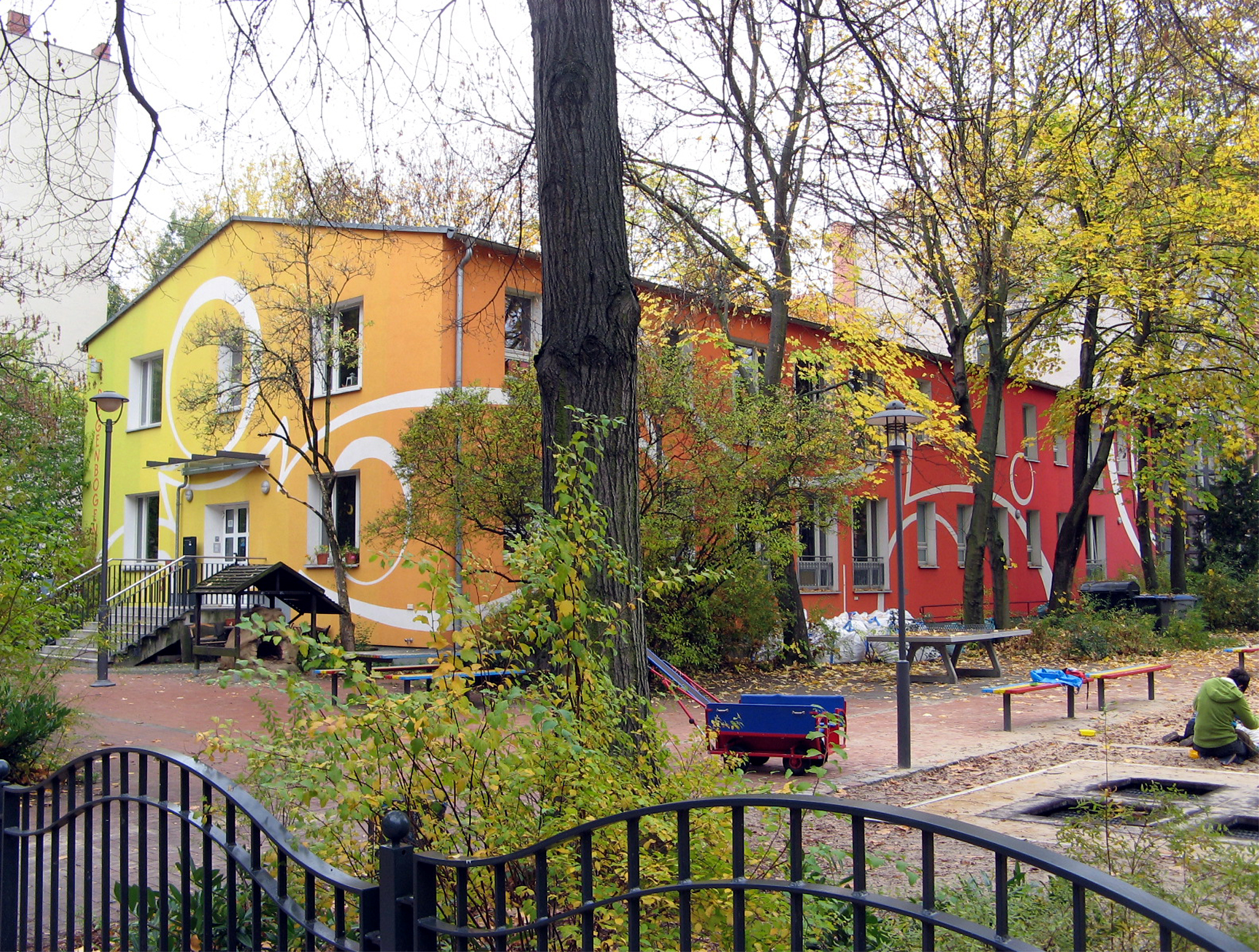
Ost und Nordfassade des Regenbogenhauses 2013

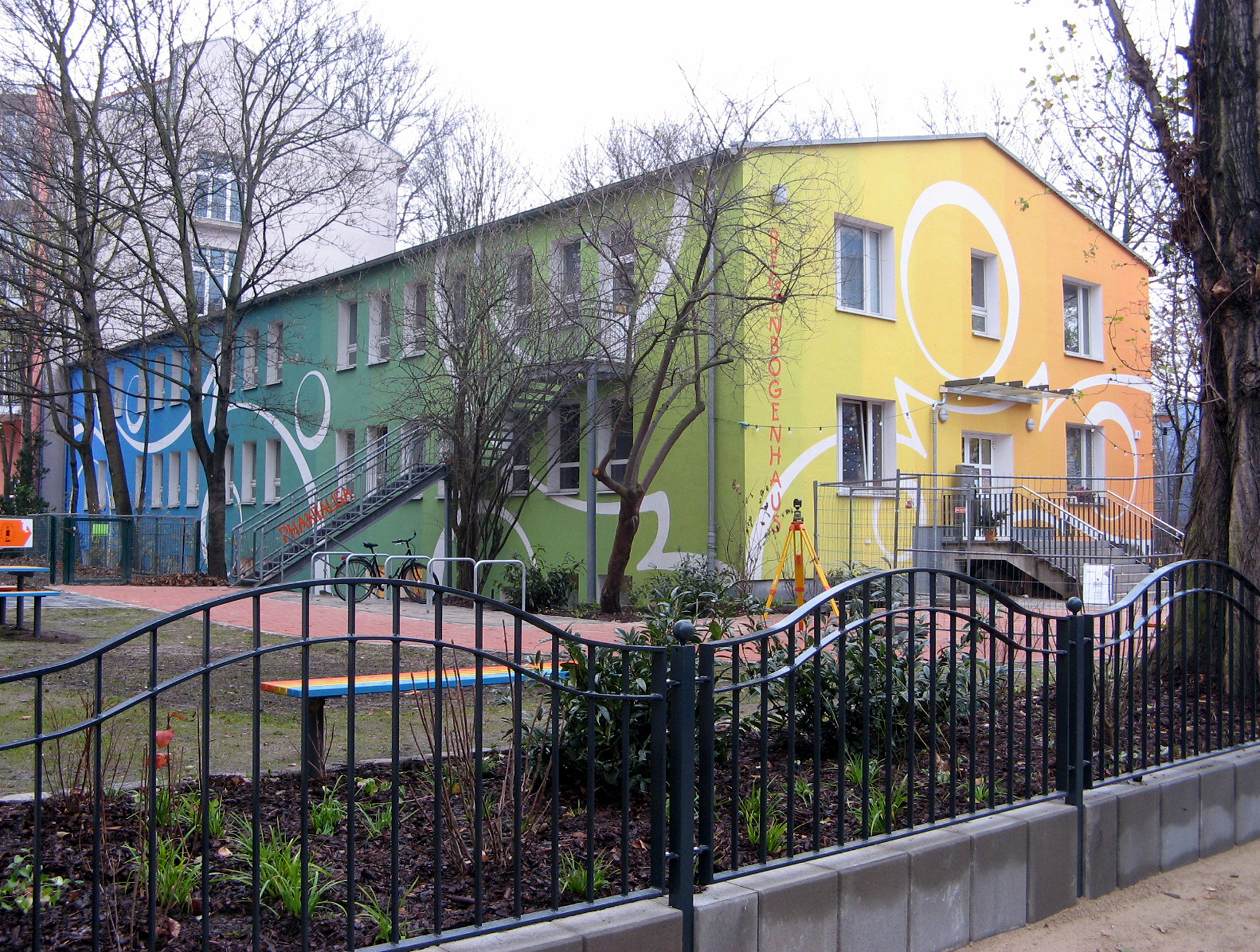
Ost und Südfassade des Regenbogenhauses 2008

Das von der Straßenfront zurückgesetzte zweigeschossige farbenprächtige Haus mit dem Giebel zur Straße grenzt westlich unmittelbar an den Nordflügel des Hoffmann‘schen Schulgebäudes in der Lasdehner Straße. Im Rahmen der Sanierung und Umgestaltung des Regenbogenhauses 2005 bis 2009 wurde 2006 die Fassade neu bemalt. Beginnend mit Rot am westlichen Ende der Nordfassade und endend mit Blau am westlichen Ende der Südfassade wurden umlaufend die Regenbogenfarben großflächig aufgetragen.
Das Regenbogenhaus ist eine Einrichtung von FiPP e. V. (Fortbildungsinstitut für die pädagogische Praxis) und wird finanziert durch die Kinder- und Jugendförderung des Bezirksamtes Friedrichshain-Kreuzberg. Im Regenbogenhaus stehen Freizeitaktivitäten für Mädchen und Jungen ab Schuleintritt bis 14 Jahren im Mittelpunkt. Im offenen Bereich, im Rahmen von regelmäßigen Angeboten sowie auf dem Außengelände können Kinder und Jugendliche selbstbestimmt ihre Freizeit verbringen und mitgestalten.

### Phantalisa – Raum für Mädchen und junge Frauen (Kadiner Straße 9)

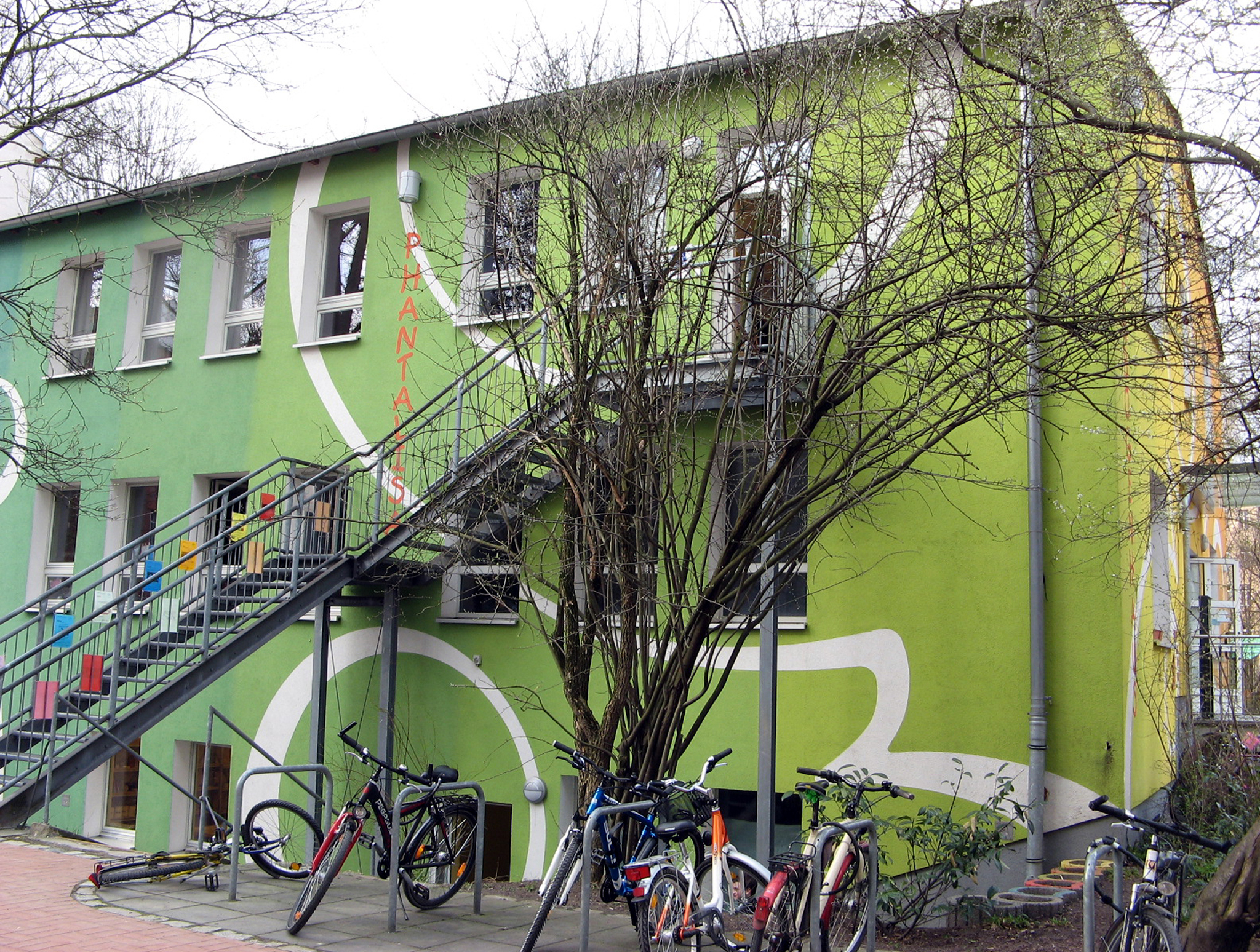
Zu Phantalisa kommt man über diese Treppe an der Südfassade des Hauses Kadiner Straße 9

Phantalisa ist eine Einrichtung für Mädchen ab 6 Jahre und junge Frauen bis 21 Jahre. Phantalisa weist auf seiner Webseite darauf hin, dass hinter den Kategorien „Mädchen“ und „Frau“ vielfältige Identitäten stehen und es sich als ein Ort für alle betrachtet, die sich als Mädchen* oder Frau* verstehen, es nicht mehr sein wollen oder es gerne sein möchten. Es geht darum sie in ihren Stärken und in ihrer selbstbestimmten Lebensgestaltung zu unterstützen. Die Einrichtung befindet sich im Obergeschoss des Hauses Kadiner Straße 9 und ist über eine Außentreppe an der Südseite des Gebäudes zu erreichen. Phantalisa entstand 1991 und zog 2001 aus dem Parterre eines Wohnhauses in der Bänschstraße am Forckenbeckplatz um in das Haus Kadiner Straße 9.

### Wohn- und Geschäftshaus Kadiner Straße 11

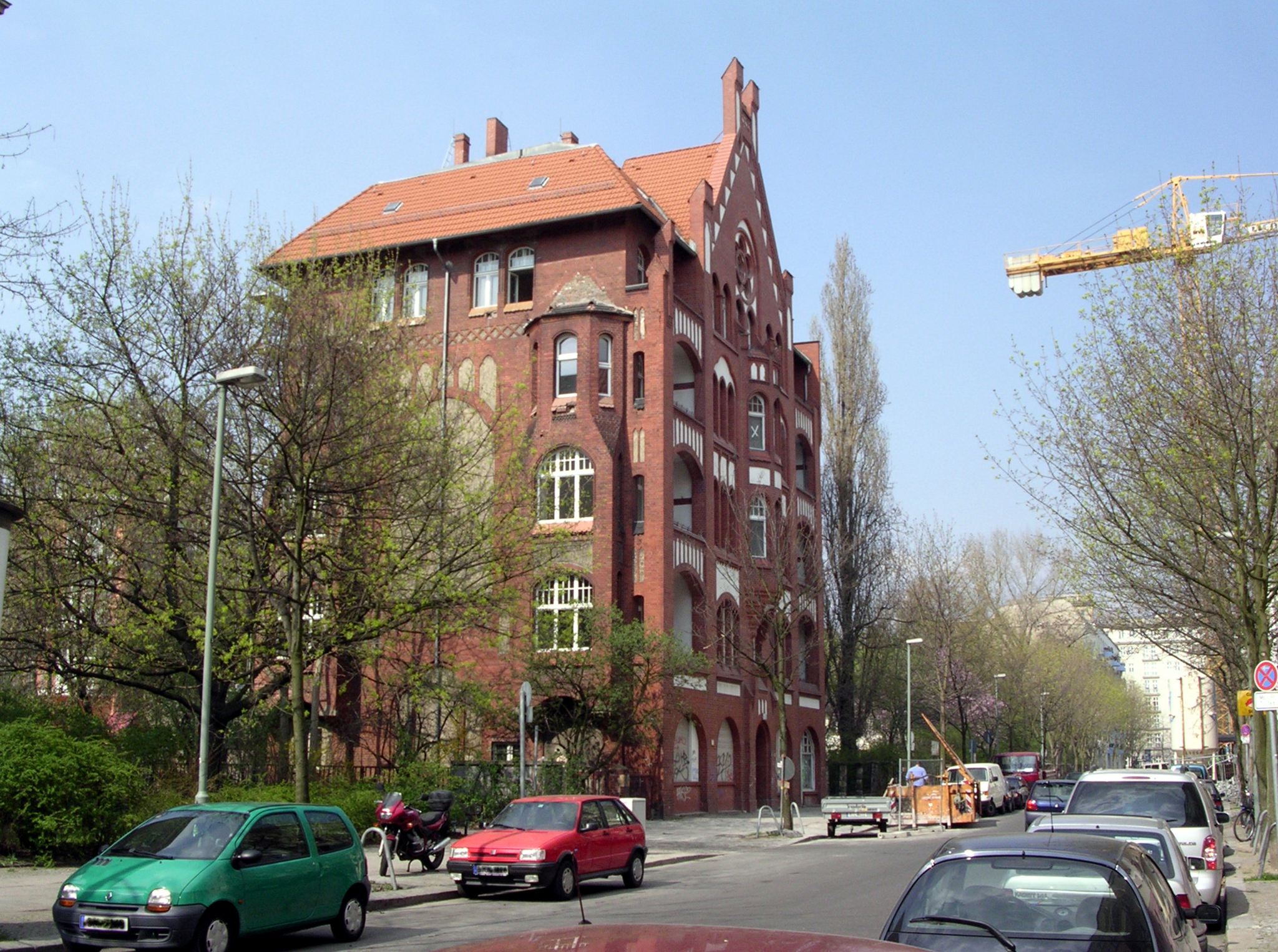
Wohn- und Geschäftshaus Kadiner Straße 11, 2005

Das Wohn- und Geschäftshaus Kadiner Straße 11 im Stil der märkischen Backsteingotik wurde 1903/04 nach Entwürfen des Architekten H. Heinig unter Leitung des Architekten Johannes Ernst für den Malermeister Wilhelm Lohmann errichtet.
Mittig dominiert ein halbrunder Erker die symmetrisch gestaltete Fassade, über deren Mittelteil sich ein Giebel erhebt mit einer Fensterrosette im Dachgeschoss. An beiden Seiten finden sich in allen Obergeschossen Loggien.
Von dem ursprünglichen Komplex mit Seitenflügeln und Quergebäude ist nur das Vorderhaus und ein Teil des Seitenflügels erhalten. Die Fassaden auch an den Seiten und zum Hof sind aufwendig gearbeitet. Im Jahr 2000 wurde das Gebäude modernisiert und instand gesetzt.
Dass dieses Gebäude so auffällig gestaltet ist, liegt daran, dass auf dem südlichen Nachbargrundstück bereits der Bau der Lazaruskirche geplant war, als Wilhelm Lohmann am 21. Dezember 1903 den Bau seines Hauses beantragte. Er benötigte die Zustimmung des Gemeindekirchenrates, der verlangte, im Grundbuch festzuhalten, „dass hier keine störenden Betriebe, namentlich keine Musikaufführungen stattfinden“ und sich die „äußere Ausstattung des Gebäudes dem Charakter des Kirchenbaus in Stil und Material anzupassen“ hat. So vermittelt dieses Haus heute eine Vorstellung von der Architektur der Lazaruskirche, die es nicht mehr gibt.

### Kadiner Straße 16
Im Haus Kadiner Straße 16 wohnte der Widerstandskämpfer Georg Lehnig (1907–1945). Hier erinnert eine Gedenktafel an ihn. Die erste Tafel wurde um 1950 angebracht, eine erneuerte dann 1976.

### Wohnhaus (ehemals Fabrik) Kadiner Straße 17

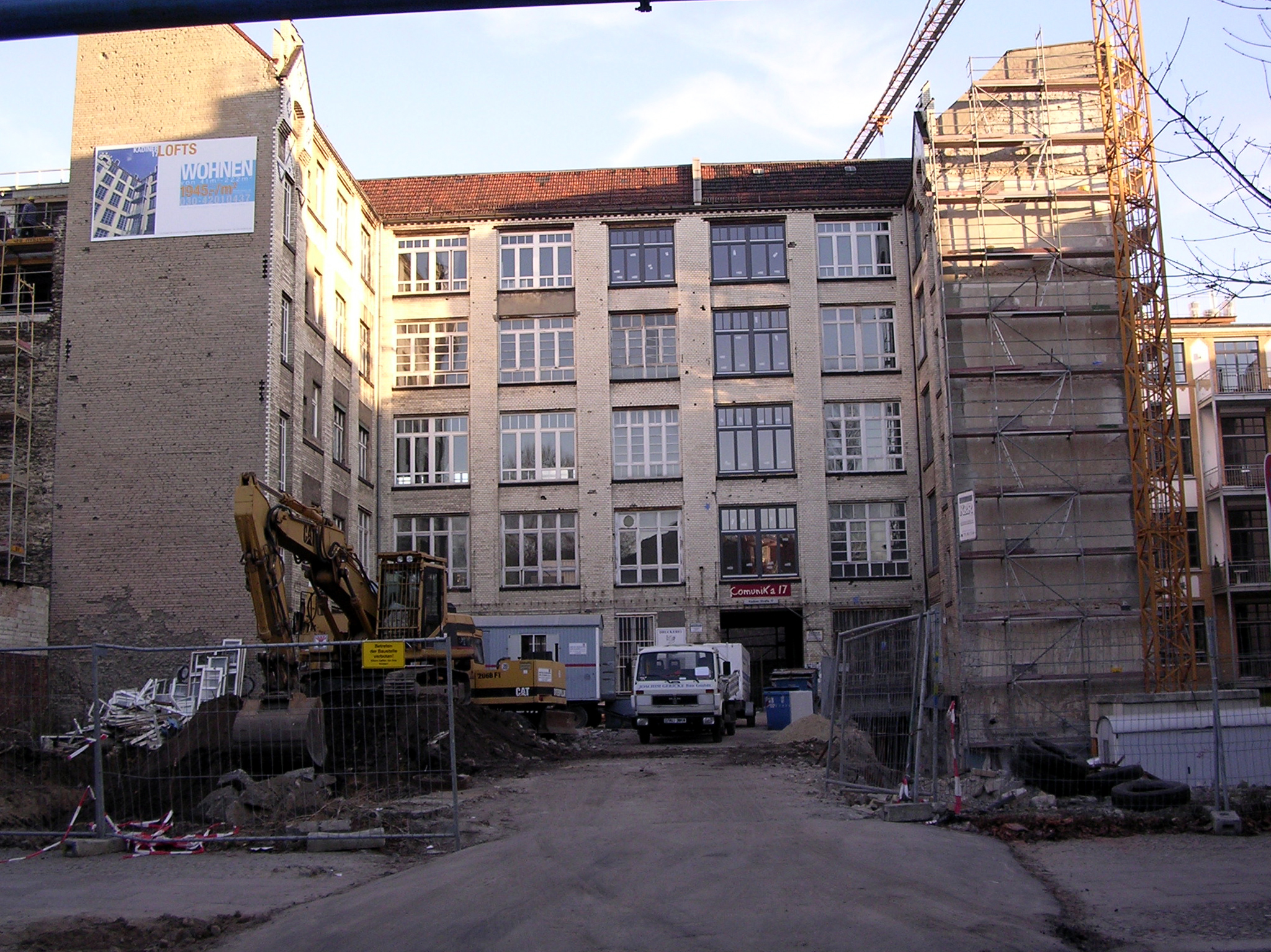
Das ehemalige Fabrikgebäude Kadiner Straße 17 vor dem Umbau 2003.

Ab 2004 wurde das alte Hinterhof-Fabrikgebäude (Quergebäude und beide Seitenflügel waren erhalten) zum modernen Wohnhaus mit Lofts umgebaut.
Als letztes Unternehmen schloss hier 2004 Horst Zocks „Mechanische Werkstätten“. An einer Werkstatttür prangte noch in goldenen Lettern: 1974–1999 25 Jahre Druckerei Margarete Weber.
Das Projekthaus Comunika 17 hat auch seine Pforten geschlossen. Hier zeigte noch im Jahr 2000 das Projekt «kunstkreuz» den kontrovers diskutierten Dokumentarfilm «Flüstern und Schreien» von Roland K. G. Gernhard.
Auch die Galerie Stufe 85 und andere Projekte gibt es hier nicht mehr.
Der Club K 17 für Fans von Metal, Rock und Gothic ist 2003 in die Pettenkoferstraße 17 umgezogen. Entstanden war er 1992 als kleine Kneipe in der Kadiner Straße 16, hat sich dann in der Kadiner Straße 17 erweitert und wurde ab 1999 hier als K17 Club bekannt.
Vor dem Zweiten Weltkrieg, als das alte Vorderhaus noch existierte, wurde im Oktober 1931 im Lokal „Welt am Abend“ Kadiner Straße 17 eine von drei Sexualberatungsstellen des Einheitskomitees für proletarische Sexualreform eröffnet, die laut Information in der Vereinszeitschrift des Einheitsverbandes für proletarische Sexualreform und Mutterschutz „Die Warte“ vom November 1931 von geschulten Ärzten geleitet wurde. Der Arzt und Sexualreformer Hans Lehfeldt (1899–1993) berichtete, dass sie von Wilhelm Reich (1897–1957) gegründet wurden und „die psychoanalytische Behandlung von Sexualkonflikten zu ihrer besonderen Aufgabe gemacht“ haben.

### Praxis- und Wohngebäude (Kadiner Straße 23)

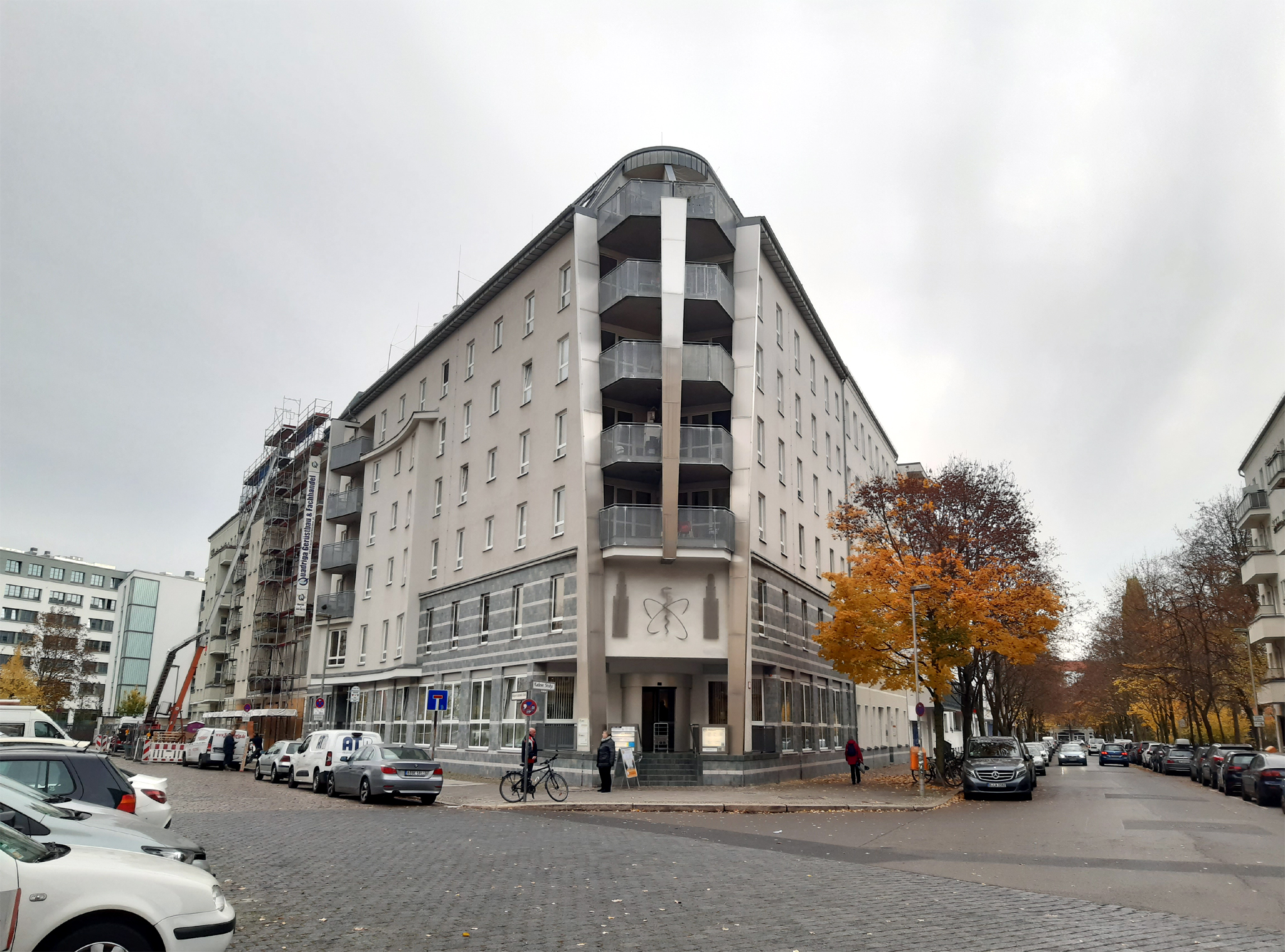
Wohn- und Praxisgebäude Kadiner Straße 23/Hildegard-Jadamowitz-Straße 20 mit dem Diagnostisch-Therapeutischen Zentrum (DTZ Berlin) 2019

Das repräsentative Praxis-Wohngebäude Kadiner Straße 23 / Hildegard-Jadamowitz-Straße 20 mit der futuristisch gestalteten abgeschrägten Ecke wurde ab 1999 speziell für die Bedürfnisse des Diagnostisch-Therapeutischen Zentrums (DTZ Berlin) mit seinen besonderen Anforderungen der Nuklearmedizin, Strahlentherapie und Radiologie durch den Architekten Peter Lyssy entworfen, der auch den Bau und die Funktionstüchtigkeit dort bis heute begleitet.
Im Gebäude sind neben Wohnungen noch weitere Praxen.
An den einzeln stehenden fünfstöckigen Altbau Kadiner Straße 23 wurde mit gleicher Traufhöhe ein sechsstöckiger Neubau bis zur Ecke und dann im spitzen Winkel an das Haus Hildegard-Jadamowitz-Straße 21 herangeführt. Der V-förmige Bau wird architektonisch zusammengehalten durch die Verkleidung des Sockels und der auf die Ecke zulaufenden Fassaden bis zum ersten Obergeschoss mit türkis-bunten Feinsteinzeugplatten, unterbrochen durch schmalere horizontal verlaufende helle Kachel-Bänder. Der Altbau in der Kadiner Straße ist durch eine gleiche Gestaltung der Fassade bis unter die Fenster im Erdgeschoss einbezogen.
Die abgeschrägte Ecke wird dominiert durch ab dem 2. Obergeschoss mit jedem Stockwerk weiter auskragende größer werdende Balkone, vertikal verbunden durch eine mit Edelstahlblech verblendete sich nach oben verbreiternde Mittellisene, die nach vorn geneigt ist. Zwei vom Sockel bis zum Dachgesims hochstrebende sich nach oben verbreiternde Lisenen, ebenfalls verblendet mit Edelstahlblech, bilden den seitlichen Abschluss dieser modernen Berliner Ecke. Eine sechsstufige auch türkis bunt marmorierte Treppe führt zu einem durch das auskragende Obergeschoss überdachten Podest und zum halbrunden edelstahlblechverkleideten Windfang, hinter dem eine Karusselltür in den Empfangsbereich des DTZ Berlin führt. Über dem Eingangsbereich ist auf der hellen Putzfassade der Äskulapstab mit Atomium zwischen den beiden Türmen des Frankfurter Tors zu sehen, das Logo des DTZ Berlin als Schmiedearbeit.
Über dem Balkon des Dachgeschosses schließt hier das Dach halbrund ab. Das Dach wurde mit Titanzink in Stehfalztechnik gedeckt. Sein Gesims verbreitert sich zur Ecke hin. Ein konkav geschwungener Erker über vier Obergeschosse mit sich anschließenden Balkons verleiht der Fassade in der Hildegard-Jadamowitz-Straße einen schwungvollen östlichen Abschluss. Dach und Hof sind begrünt.
Einige Räume im Hauptgebäude sind strahlensicher gebaut. Das Haus 2 der Kadiner Höfe, über einen Durchgang Hildegard-Jadamowitz-Straße 20 erreichbar, wurde als Neubau für die Strahlentherapie errichtet. Hier gibt es 3 Bunker mit Linearbeschleunigern.
Das 1990 von Professor Jürgen Schmidt und Professor Wolfgang Mohnike, dem ärztlichen Leiter, gegründete Diagnostisch-Therapeutische Zentrum Berlin (DTZ) befindet sich seit 2003 im Eckhaus Kadiner Straße 23. Im DTZ Berlin sind etwa 100 Mitarbeiter tätig. Mit mehr als 55.000 Behandlungsfällen pro Jahr, einer wöchentlichen, hauseigenen Tumorkonferenz und einer breiten Palette an High-Tech-Medizingeräten gehört das DTZ Berlin zu den größten niedergelassenen, onkologisch ausgerichteten Einrichtungen in Deutschland.